# Aerides augustiana
Aerides augustiana är en orkidéart som beskrevs av Robert Allen Rolfe. Aerides augustiana ingår i släktet Aerides och familjen orkidéer.
Artens utbredningsområde är Filippinerna. Inga underarter finns listade i Catalogue of Life.